# Puakō
Puakō es una localidad situada en el estado de Hawái.

## Geografía
Puakō, se localiza en el condado de Hawái, en las coordenadas geográficas: 19º55'55" N y los 155º51'53" W.

## Demografía
Tiene una población de 429 habitantes, según el censo de 2000.
Fueron contabilizadas 215 viviendas y 118 familias.
Sólo el 3,26% de la población es de origen hispano.
- Datos: Q2439999
- Multimedia: Puako, Hawaii / Q2439999